# Dichapetalum ledermannii
Dichapetalum ledermannii är en tvåhjärtbladig växtart som beskrevs av Kurt Krause. Dichapetalum ledermannii ingår i släktet Dichapetalum och familjen Dichapetalaceae. Inga underarter finns listade i Catalogue of Life.